# Juan José Moreti
Juan José Moreti (Jaén, 7 de mayo de 1815 - Ronda, Málaga), 12 de agosto de 1890), fue un impresor, editor e historiador español.
Hijo de un impresor italiano que se había instalado en la ciudad de Ronda tras haber servido a las tropas napoleónicas, ejerció el oficio de su progenitor hasta que en 1833 ingresó en el ejército y participó en la Primera Guerra Carlista, hasta que en 1841 se licenció para hacerse cargo del negocio familiar tras el fallecimiento de su padre.
En Ronda inicia una importante actividad literaria editando novelas y fundando varias publicaciones literarias, entre las que destacan "El Guadalevín", "El Serrrano" y "El Popular".
Autor de un "Método para enseñar a leer en muy breve tiempo" de gran éxito editorial, su obra principal fue la "Historia de la muy noble y muy leal Ciudad de Ronda" que vio la luz en 1860.
- Datos: Q5950383